# Erobreren
Erobreren er en amerikansk stumfilm fra 1917 af Raoul Walsh.

## Medvirkende
- William Farnum som Sam Houston
- Jewel Carmen som Eliza Allen.
- Charles Clary som Sidney Stokes.
- James A. Marcus som Jumbo.
- Carrie Clark Ward som Mammy.